# Shugart Associates
Shugart Associates war ein US-amerikanischer Hersteller und Entwicklerfirma von Computerperipherie in Sunnyvale, Kalifornien, welche Mitte der 1970er Jahre das 5¼-Zoll-Diskettensystem unter der Markenbezeichnung minifloppy am Markt einführte und in den Folgejahren den Markt für 5¼-Zoll-Diskettenlaufwerke dominierte. Zu der Zeit waren größere 8-Zoll-Diskettensysteme üblich.
Shugart Associates wurde 1973 von Alan Shugart gegründet und von ihm bis 1977 geleitet. Im Jahr 1977 wurde die Firma an Xerox verkauft, 1979 schied Alan Shugart aus der Firma aus. 1980 erfolgt die Umbenennung in Shugart Corporation, 1985 verkaufte Xerox die Shugart Corporation an die Narlinger Group, der die Firma unter dem Namen Shugart bis Anfang der 1990er Jahre weiter betrieb.

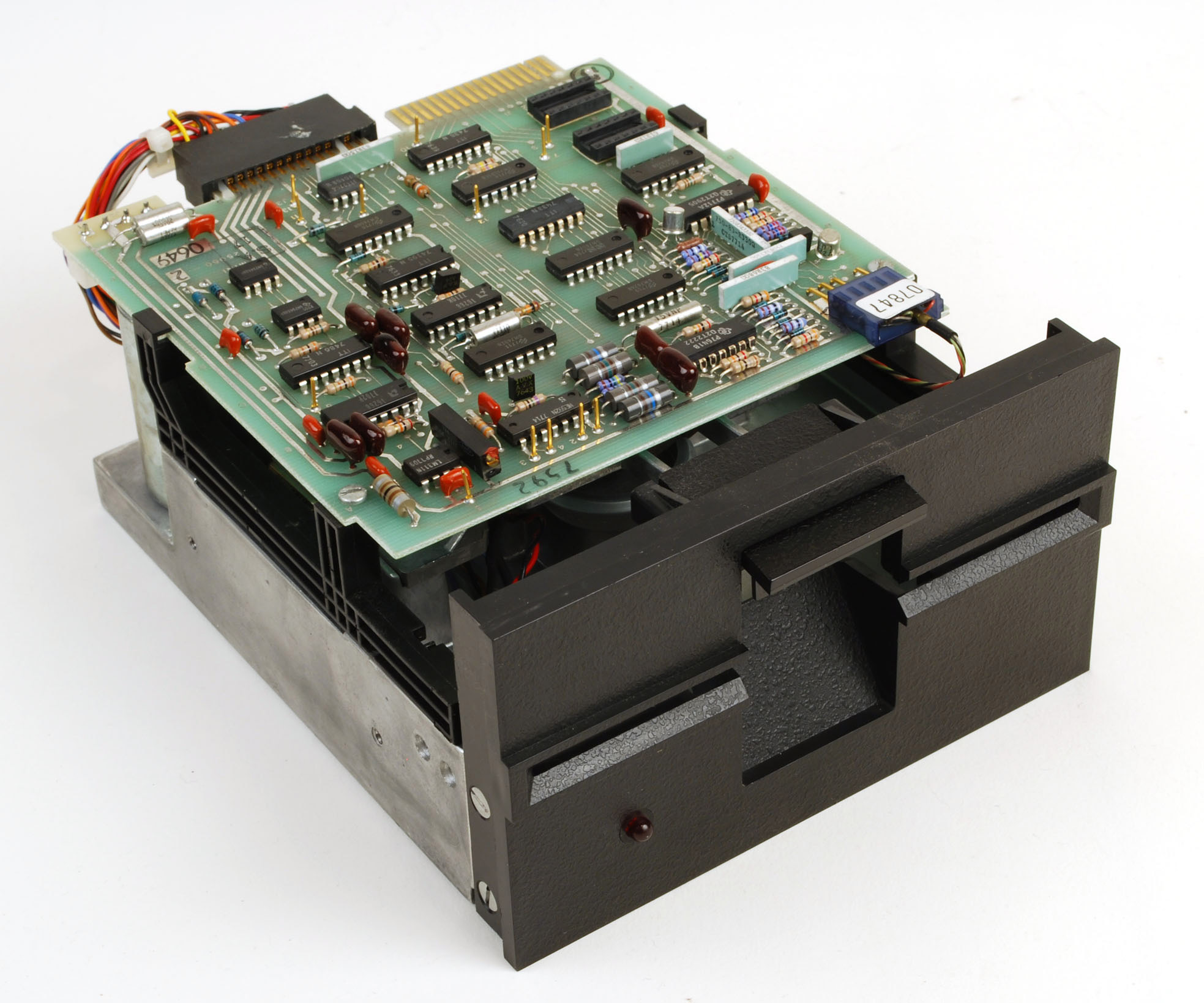
5¼-Zoll-Diskettenlaufwerk SA-400 (volle Bauhöhe) von Shugart

## Geschichte
Alan Shugart hatte 1973 den Geschäftsplan, mit Risikokapital ein ähnliches EDV-System wie das System IBM-3740 von IBM zu bauen. Er wollte, um konkurrenzfähig zu sein, dafür nötige Komponenten wie Drucker oder Diskettenlaufwerke selbst kostengünstiger entwickeln und in Folge produzieren. Jedoch konnte er auch zwei Jahre später kein funktionsfähiges Gesamtsystem präsentieren, weshalb die Geldgeber ihn gegen seinen Willen aufforderten, funktionsfähige Komponenten wie Diskettenlaufwerke als OEM-Einzelkomponente zu vermarkten. Daraus entstand im September 1976 das erste 5¼-Zoll-Diskettenlaufwerk mit der Bezeichnung SA-400, das in den Folgejahren zum größten Erfolg der Firma wurde. Das Laufwerk wurde Ende 1976 zu einem Preis von 390 US-$ verkauft, der Preis für zehn 5¼-Zoll-Disketten betrug damals 45 US-$.
Die ersten 5¼-Zoll-Disketten hatten eine Kapazität von 109.400 Byte unformatiert und 89.600 Byte formatiert. Zunächst wurde das Format mit 35 Spuren pro Diskette realisiert, ein Jahr später erfolgte von Shugart die Umstellung auf 40 Spuren. Als elektrische Schnittstelle besitzen die Laufwerke 34 Pins in Form eines Platinensteckers und sind ausgelegt für die Ansteuerung von maximal vier Diskettenlaufwerken an einem Floppy-Disk-Controller. Diese Form der Schnittstelle mit 34-poligen Stecker war bis zum Ende der Ära der Diskettenlaufwerke die übliche Schnittstelle und wurde auch als Shugart-Bus bezeichnet.
Neben Diskettenlaufwerken entwickelte die Firma Shugart Corporation im Jahr 1979 die elektrische Schnittstelle „Shugart Associates System Interface“ (SASI) für Massenspeicher wie Festplatten, die 1981 auf die heute noch übliche Bezeichnung Small Computer System Interface (SCSI) umbenannt wurde. Im Jahr 1986 wurde jene Schnittstelle, mit geringen Modifikationen, als ANSI-Standard X3.131-1986 (umgangssprachlich SCSI-1) genormt.